# Kullansaaret
Kullansaaret är en ö i Finland. Den ligger i sjön Kyyvesi och i kommunen Kangasniemi i den ekonomiska regionen  S:t Michel och landskapet Södra Savolax, i den södra delen av landet, 230 km nordost om huvudstaden Helsingfors. Öns area är 28,3 hektar och dess största längd är 1,2 kilometer i sydöst-nordvästlig riktning.  Notera att namnet antyder att det är fråga om flera öar.